# Long Way to Live!
Long Way to Live! è un live album dei Britny Fox uscito il 6 febbraio 2001 per l'Etichetta discografica Spitfire Records.
Questo è il primo album registrato dopo 10 anni di silenzio. Nel disco è presente una cover di Alex Harvey, "Midnight Moses", e il brano inedito "Turn On", che venne inserito in una compilation della Nintendo chiamata "Nintendo White Knuckle Scorin" nel 1991.

## Tracce
1. Six Guns Loaded (Paris, Smith) 4:20
2. Long Way to Love (Davidson) 5:35
3. Lonely Too Long (Paris, Smith) 5:05
4. Liar (Childs, Paris) 3:56
5. Dream On (Davidson, Smith) 4:44
6. Closer to Your Love (Childs, Paris) 3:51
7. Black & White (Childs, Dee, Paris, Smith) 3:52
8. Guitar Solo (Michael Kelly Smith) 1:31
9. Shot from My Gun (Paris, Smith) 4:06
10. Louder (Childs, Paris) 4:13
11. Over & Out (Childs, Paris) 5:17
12. Turn On (Childs, Paris) 4:00
13. Girlschool (Davidson) 5:28
14. Midnight Moses [Studio Track] (Harvey) 5:34 (The Sensational Alex Harvey Band Cover)

## Formazione
- Tommy Paris - voce, chitarra
- Michael Kelly Smith – chitarra
- Billy Childs – basso
- Johnny Dee - batteria